# Mario Borzaga
Mario Borzaga (Trento, 27 agosto 1932 – Laos, 25 aprile 1960) è stato un missionario italiano, appartenente alla Congregazione clericale "Missionari oblati di Maria Immacolata" (O.M.I.). È venerato come beato dalla Chiesa cattolica.

## Biografia
Nato a Trento nel 1932, terzo di quattro figli, entra in seminario ad 11 anni. All'età di vent'anni, nel 1952, si unisce ai Missionari oblati di Maria Immacolata (congregazione fondata da sant'Eugène de Mazenod in Francia nel 1816).
Verso la fine del 1957, ordinato sacerdote, decide di unirsi alla missione O.M.I. in Laos, partendo da Napoli con il primo gruppo italiano verso il distretto Paksane. Riceve la croce per le Missioni nella basilica di Santa Lucia a Mare in Napoli. Apprende la lingua e la cultura locale, e inizia la sua vita da missionario, in un paese che era appena uscito dalla Guerra d'Indocina ma era ancora percorso dalla guerra civile.
Nel 1958 opera tra i villaggi lungo il Mekong, poi si sposta tra le montagne nel nord del paese, a Kiu Kacham, nel distretto di Luang Prabang, ove inizia l'insegnamento del catechismo, le visite nelle famiglie del luogo e l'accoglienza degli ammalati nella casa missionaria.
Il 25 aprile 1960, dopo la richiesta di alcuni abitanti del villaggio di Pha Xoua, situato a tre giorni di cammino nei pressi del confine cinese, parte con il suo catechista Paul Thoj Xyooj, diciannovenne di etnia hmong, per portare il suo contributo da missionario. Da quel momento non si hanno più notizie, e lungo la strada si perdono completamente le loro tracce. Solamente 40 anni più tardi si è avuta la notizia di una loro probabile uccisione per mano dei guerriglieri del Pathet Lao.

## Beatificazione e culto
Nel 2006 è iniziato il processo di canonizzazione di padre Mario Borzaga e del catechista Paolo Thoj Xyooj.
Il 6 maggio 2015 papa Francesco ha autorizzato la Congregazione dei Santi a promulgare il decreto di martirio di padre Mario e di Paul Thoj Xyooj.
La beatificazione è avvenuta a Vientiane l'11 dicembre 2016, assieme ad altri 15 martiri (1 sacerdote laotiano, Joseph Tien, 5 laici laotiani, 5 OMI francesi e 4 MEP francesi).
La data della celebrazione per l'arcidiocesi di Trento è il 4 settembre.

## Principali opere
Oltre al Diario, il cui titolo Diario di un uomo felice è dettato dallo stesso P. M - vedi 19 ottobre 1956 - Borzaga scrisse poesie, lettere e articoli sulla realtà laotiana dell'epoca e sulla sua missione, tra i quali:
- Se il chicco di grano muore porta molto frutto supplemento di Comunione e Missione, marzo 1982, pp. 24.
- Diario di un uomo felice. Un'esperienza missionaria nel Laos, Città Nuova Editrice, Roma 1985, pp. 299.
- Verso la felicità. La mia scelta di sacerdote missionario, Città Nuova Editrice, Roma 1986, pp. 195.
- Diario di un uomo felice, Vita Trentina editrice, Trento 2005, pp. 747
- Diario di un uomo felice, Editrice Missioni OMI, Frascati 2016 (in ristampa)
- Il Rosario meditato, Associazione "Amici di p. Mario", pp. 43.
- Via Crucis, Ed. Artigianelli, Trento, 2000.
- Articoli pubblicati tra il 1958 e 1960 su Missioni OMI, rivista mensile di attualità missionaria